# Zarudziejeuka
Zarudziejeuka (biał. Зарудзееўка; ros. Зарудеевка) – wieś na Białorusi, w obwodzie mohylewskim, w rejonie mohylewskim, w sielsowiecie Mastok, nad Rudzieją.